# Acuerdo político entre el PSOE y Junts per Catalunya

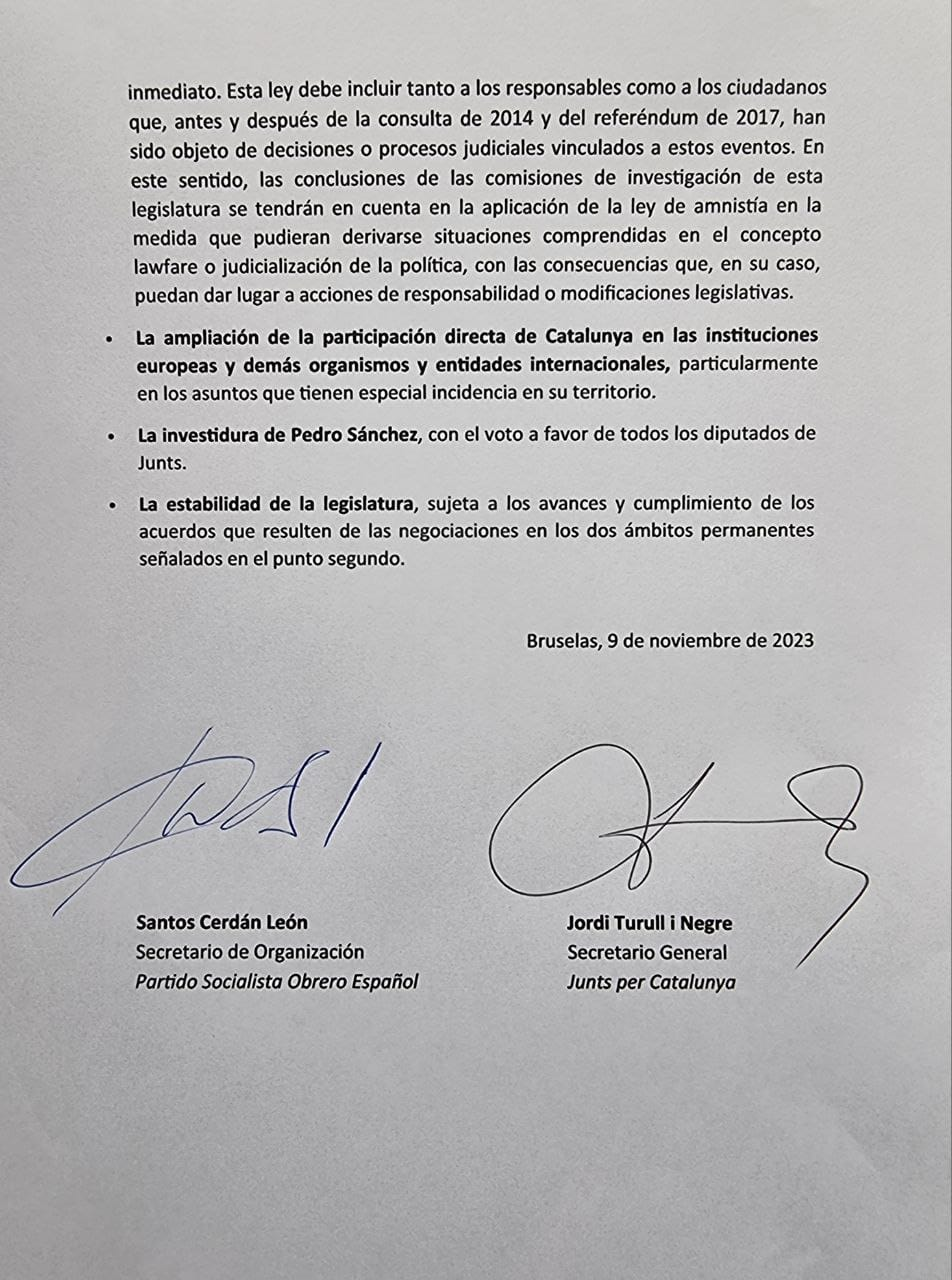
Última hoja del acuerdo de investidura firmado por PSOE y Junts, en el que se cita el polémico término de lawfare.

El acuerdo político entre PSOE y Junts per Catalunya es un pacto de investidura y de gobierno firmado el 9 de noviembre de 2023 entre el PSOE y Junts per Catalunya.
El acuerdo incluye el apoyo de los siete diputados de Junts per Catalunya a Pedro Sánchez en la votación de investidura tras las elecciones generales de 2023, a cambio de la aprobación de una ley de amnistía para las personas involucradas en el proceso independentista catalán entre 2012 y 2023. Además, se establece la creación de una mesa de diálogo política con mediación internacional para abordar las peticiones independentistas catalanas. 
El acuerdo reconoce las aspiraciones de independencia de Cataluña y busca resolver el conflicto histórico relacionado con el autogobierno y el reconocimiento nacional de la región. El acuerdo ha generado manifestaciones y polémica, incluyendo protestas en Madrid y críticas por parte de asociaciones de jueces y fiscales debido a las referencias al lawfare y la posible revisión parlamentaria de decisiones judiciales.

## Antecedentes
En las elecciones generales de 2023, Alberto Núñez Feijóo lideró la lista más votada, pero no tuvo posibilidad de formar gobierno al no tener los apoyos suficientes para llegar a una mayoría parlamentaria. Tras el fracaso de Feijóo en su votación de investidura, el rey Felipe VI encomendó a Pedro Sánchez la tarea de formar gobierno. La única posibilidad de Sánchez para poder gobernar pasaba por que el partido Junts per Catalunya, con siete escaños en el Congreso, votase a su favor. Junts no le apoyó en la formación de anteriores gobiernos, habiendo votado en su contra en abril y noviembre de 2019.
Ya antes de empezar formalmente las negociaciones, había quedado patente que las dos principales exigencias de Junts eran la amnistía de todos los participantes en el referéndum de autodeterminación de 2017, y la posibilidad de realizar un nuevo referéndum. Ante la posibilidad de que se llevase a cabo dicha amnistía, Sociedad Civil Catalana convocó una manifestación para el día 8 de octubre.
Habiendo sido hasta el momento de las negociaciones la postura del PSOE un no rotundo a la amnistía por considerarla inconstitucional, finalmente, el partido cambió su discurso. El 16 de octubre, el expresidente socialista José Luis Rodríguez Zapatero se declaró públicamente a favor de la amnistía a los condenados por el procésy, finalmente, el 28 de octubre, Pedro Sánchez defendió la amnistía por primera vez en el Comité Federal del PSOE. Este cambio de posición oficial suscitó una gran oposición por parte de un sector de la población, especialmente desde la derecha española, que convocó manifestaciones contra esta medida y por la unidad de España a finales de octubre y a lo largo del mes de noviembre.
Las negociaciones para el acuerdo entre PSOE y Junts fueron lideradas por el expresidente de la Generalidad de Cataluña y líder independentista huido de la justicia española, Carles Puigdemont. En representación del PSOE, la negociación fue dirigida por su secretario de organización, Santos Cerdán, quien, el 9 de noviembre, firmó el documento junto al secretario general de Junts, Jordi Turull.

## Acuerdo
El acuerdo entre el PSOE y Junts per Catalunya consta de varios puntos clave:
1. Antecedentes. Reconoce las aspiraciones de independencia de una parte significativa de la sociedad catalana y el conflicto histórico relacionado con el autogobierno y el reconocimiento nacional de Cataluña. Se hace referencia a eventos pasados como la sentencia del Tribunal Constitucional de 2010, movilizaciones en favor de la independencia y las acciones unilaterales del gobierno catalán.
2. Oportunidad Histórica: Ambas partes acuerdan que, dadas las elecciones y la situación política, existe una oportunidad para resolver el conflicto y se comprometen a buscar una solución política y negociada, respetando y reconociendo las posiciones del otro.
3. Acuerdos:
  - Metodología de negociación: Establecimiento de un mecanismo internacional para acompañar, verificar y hacer seguimiento del proceso de negociación.
  - Contenidos de la negociación: Destacan dos áreas clave: el reconocimiento nacional de Cataluña y la superación de los déficits en su autogobierno. Junts propone un referéndum de autodeterminación amparado por la Constitución y busca modificar la ley de Financiación de Comunidades Autónomas para permitir la cesión del 100% de los tributos en Cataluña. Por su parte, el PSOE aboga por el desarrollo del estatuto de autonomía de 2006, promoviendo la autonomía financiera, el acceso al mercado catalán y un diálogo sobre el modelo de financiación. Además, se pretende que las empresas que se trasladaron a otros territorios en los últimos años regresen a Cataluña.
  - Ley de amnistía: Búsqueda de la aprobación de una ley de amnistía para los involucrados en los eventos relacionados con la independencia de Cataluña desde 2014, incluyendo aquellas situaciones que puedan enmarcarse dentro del concepto de lawfare.
  - Participación de Cataluña en instituciones europeas e internacionales: Ampliación de la participación directa de Cataluña en estas entidades.
  - Investidura de Pedro Sánchez: Los diputados de Junts votarán a favor de la investidura de Pedro Sánchez.
  - Estabilidad de la Legislatura: Estará sujeta a los avances y cumplimiento de los acuerdos negociados.

## Reacciones

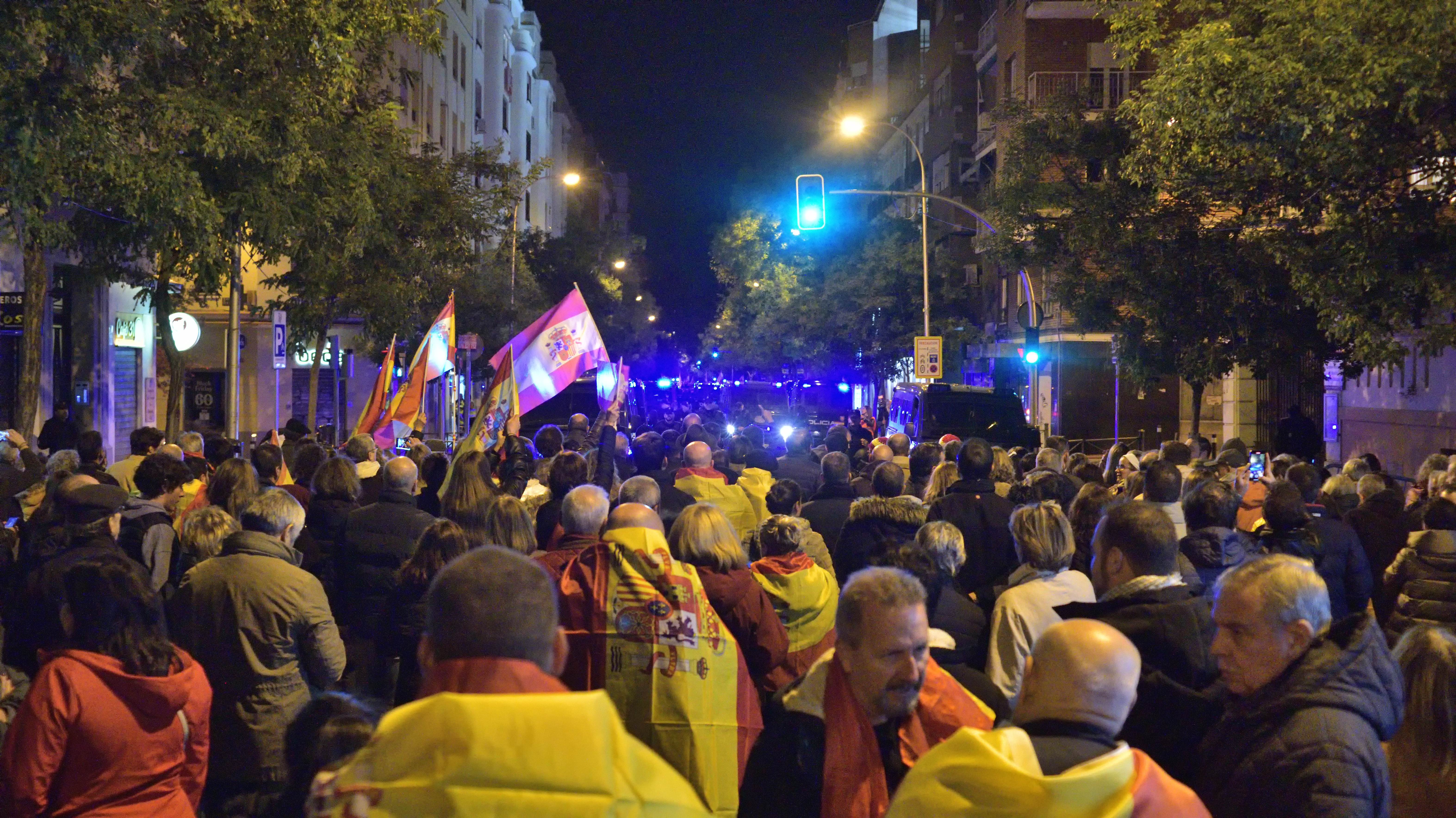
Protestas frente a la sede del PSOE en Madrid el 9 de noviembre.

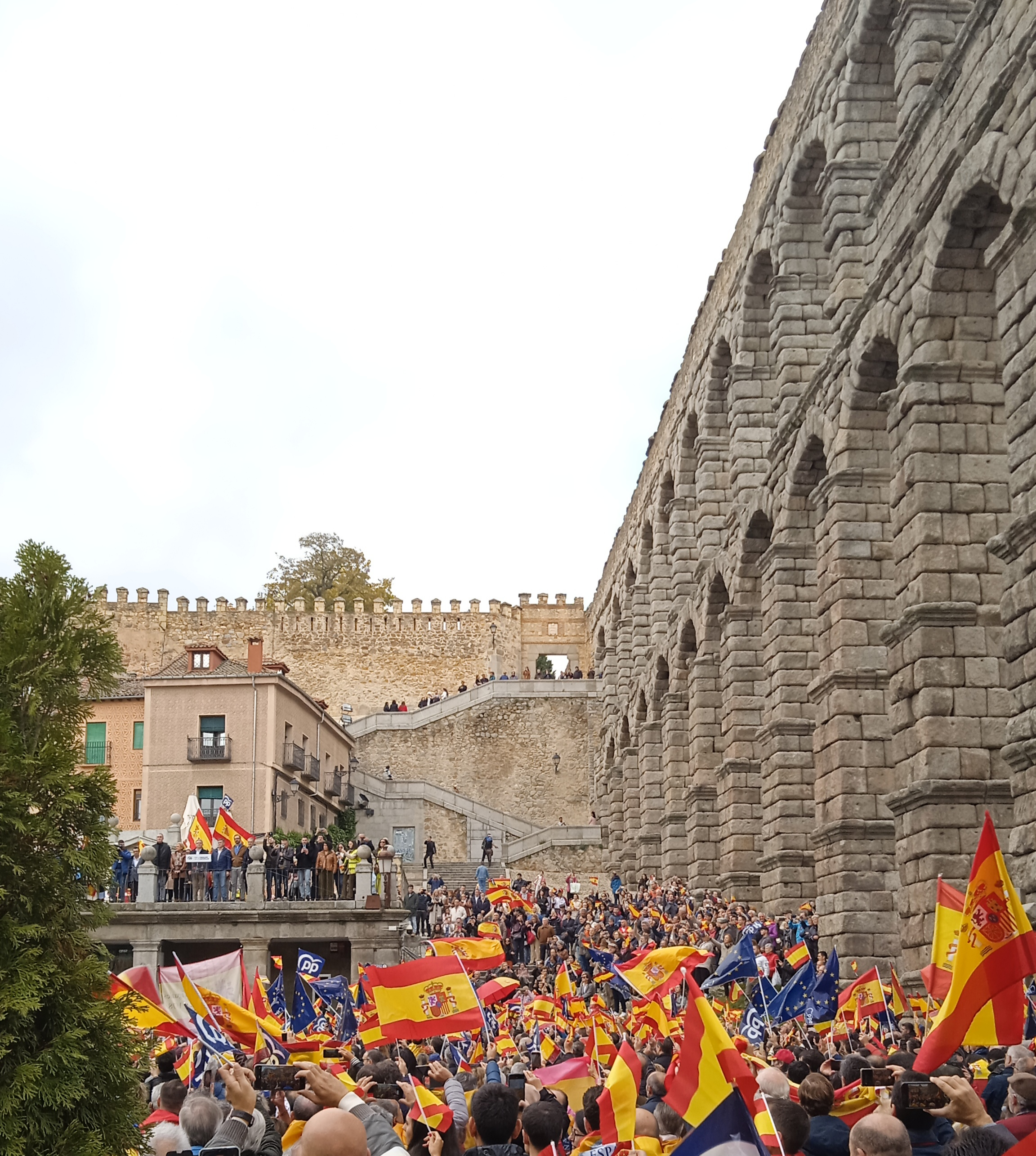
Protestas contra la amnistía junto al Acueducto de Segovia el 12 de noviembre.

Tras conocerse el acuerdo, miles de personas se manifestaron en la calle Ferraz, frente a la sede del PSOE en Madrid, como parte de una serie de protestas que ya habían comenzado días antes, después de que Pedro Sánchez hiciera pública su disposición a negociar una ley de amnistía con Junts. La policía estableció un cordón de seguridad alrededor de la sede del partido mientras los manifestantes coreaban consignas contra Pedro Sánchez y Carles Puigdemont. También expresaron su descontento con la monarquía y los medios de comunicación. Al mismo tiempo, hubo una concentración frente a la oficina del Parlamento Europeo en Madrid donde los manifestantes exigían a Europa que detuviera la ley de amnistía, con el objetivo de dar visibilidad internacional a la situación en España.
Tanto el Consejo General del Poder Judicial como las cuatro asociaciones de jueces y fiscales (Asociación Profesional de la Magistratura, Asociación Francisco de Vitoria, Juezas y Jueces para la Democracia y Foro Judicial Independiente) expresaron su rechazo al pacto entre el PSOE y Junts debido a las referencias al lawfare y la posible revisión parlamentaria de decisiones judiciales, considerando que esto amenaza la independencia judicial y la separación de poderes en España.
El 12 de noviembre, miles de personas (según fuentes gubernamentales) o hasta dos millones (según los organizadores) se manifestaron en varias ciudades de España para protestar contra los acuerdos entre el PSOE y Junts. Estas movilizaciones fueron organizadas por el PP y contaron con el respaldo de Vox.Ese mismo día, tras las manifestaciones, el PSOE emitió un comunicado oficial en el que instó a perseguir a quienes protestaban en las calles contra la amnistía y a aquellos que se oponían al pacto de Pedro Sánchez con los independentistas, etiquetándolos como violencia callejera. Además, la declaración oficial, firmada por Sánchez, arremetió contra quienes expresaron su oposición a la amnistía, incluyendo a la judicatura, fiscales, sindicatos de las fuerzas de seguridad y funcionarios.
El 12 de noviembre, Junts per Catalunya llevó a cabo una consulta entre sus militantes para decidir sobre el acuerdo de investidura con el PSOE. En la consulta, el partido independentista obtuvo un amplio apoyo, con el 86,16% de los votos, y una participación del 67%, lo que ratificó las negociaciones.